# 미니시리즈
미니시리즈(miniseries)는 텔레비전 드라마의 한 종류이다. 장편으로 기획되는, 다른 짧은 횟수로 이루어지는 시리즈 작품이다.

## 구성
장르 구분 없이, 각본을 만들어지기까지, 완성도를 높은 픽션과 모티브로 실제와 다름 없는 이야기를 담으면서, 연기력이 검증된 유명 배우들을 드라마 주연급에 전격 기용하고 있다.

## 나라별

### 대한민국
1987년 문화방송에서 포맷을 시도한 최초의 미니시리즈인 《불새》가 방영되어 큰 인기를 끌었으며, 1988년부터 KBS 2TV에서 미니시리즈 《그 해 겨울은 따뜻했네》를 정규 편성하기 시작하였다. 이후 1991년 SBS의 개국을 계기로 미니시리즈 형식은 점차 확산되었고, 2011년부터는 CJ E&M 부문(tvN, OCN)과 종합편성채널(JTBC, MBN, 채널A, TV조선) 등에서도 미니시리즈 형태의 드라마 제작이 활발히 이루어지기 시작하였다.
미니시리즈는 통상적으로 16부작 또는 20부작으로 편성되는 경우가 많았으나, 최근에는 12부작, 8부작, 4부작 등 다양한 형식으로 확대되며 연간 제작 편수도 꾸준히 증가하고 있다. 방송 시간은 초기부터 2002년까지는 50분이었으나, 2002년 이후에는 60분으로 확대되었다. 2010년대 이후에는 웹드라마 및 미디어 콘텐츠의 강화와 온라인 동영상 스트리밍의 확산으로 인해 오리지널 텔레비전 프로그램의 제작이 증가하는 추세를 보이고 있다.

### 일본
1960년대 중반에 추정된 미니시리즈를 처음 시작하였다.

### 미국
1977년에 ABC에서 미니시리즈를 처음 시작하였다.

## 극본 공모
참가 자격은 제한이 없고, 워드프로세서 프로그램에 A4 용지 30매 내외 작성하신 후에 각 방송사의 온라인 접수 혹은 전자우편으로 제출한다.

## 같이 보기
- 단막극